# Stupéfiant
Pour les articles homonymes, voir Stupéfiant (homonymie).
Un stupéfiant, aussi appelé drogue illicite, est un psychotrope interdit ou objet d'une réglementation, souvent parce qu'il est susceptible d'engendrer une consommation problématique mais qui peut aussi avoir des effets néfastes sur la mortalité routière.
Ce terme d'origine pharmacologique a subi un glissement de sens à la suite de son usage juridique pour ne conserver que celui-ci,.

## Historique
Le terme « stupéfiant » apparaît en France dans l'Encyclopédie du XIXe siècle en 1858.
À l'origine, avant la convention de 1961, ce terme possédait une définition en pharmacologie où il désignait, par analogie avec leurs effets : « qui stupéfie », un groupe de substances (essentiellement des opiacés) connues pour inhiber les centres nerveux et pour induire une sédation de la douleur.
Par glissement du terme, il a ensuite désigné des substances susceptibles d'induire des effets sur le système nerveux proches des opiacés comme les narcotiques et les euphorisants.
Mais depuis son utilisation officielle par l'ONU pour désigner les substances classées aux tableaux I et II de la Convention de 1961 soit des dépresseurs du système nerveux central, il est devenu un terme de droit regroupant l'ensemble de ces produits, tandis que celui de psychotrope désigne les substances des tableaux I, II, III ou IV de la Convention de 1971.
L'ONU ne donne pas de définition du terme « stupéfiant » dans ses conventions et se contente de les lister, cette confusion entre le sens pharmacologique attaché à l'effet et l'utilisation du terme en droit pour désigner un groupe de substances illégales a amené un glissement du sens de ce mot et les stupéfiants désignent depuis les années 1980 les psychotropes illégaux ou soumis à réglementation souvent aussi appelé drogue : la brigade des stupéfiants, aussi appelée les stups est un service de police voué à la lutte contre le trafic de drogue.
Au début du 21e siècle, de nombreux pays ont dépénalisé la consommation de certaines drogues, parfois même de l’ensemble des drogues. En Europe, la consommation personnelle de tous les stupéfiants a été dépénalisée au Portugal en 2001 et en République tchèque en 2014 (l’Espagne les avait précédée en 1968 avec une réglementation plus limitée de dépénalisation de possession de petites quantités de drogue). Le 8 juillet 2020, l’Association canadienne des chefs de police a publiquement demandé au gouvernement du Canada d’imiter le Portugal et la République tchèque afin de mieux lutter contre la toxicomanie et les surdoses.
Depuis 2013, la consommation et la culture de la feuille de coca est légale en Bolivie. La consommation de cannabis est aussi légale au Canada depuis 2018, en Uruguay depuis 2013, dans certains États des États-Unis (Californie, Colorado, entre autres) et demeure tolérée aux Pays-Bas (en restant sous le coup de la loi sur l'opium, donc réglementé). Cependant, la consommation de ces deux plantes reste illégale dans une grande partie du monde, y compris en France, même si elle est répandue.
Enfin certaines substances psychoactives, telles que la nicotine du tabac ou l'alcool ne sont pas considérées comme des stupéfiants bien que leurs commercialisations soient sujettes à réglementation (âge légal, publicité, autorisation de débit…). En effet, bien que licite, la consommation excessive de ces substances relève de la toxicomanie.

## Risque routier

### Risque routier en France
En France, un conducteur est sous l'emprise de stupéfiants dans 22 % des accidents mortels qui tuent 752 personnes chaque année.

« En 2019, d’après le fichier BAAC, au minimum 494 personnes ont été tuées dans un accident avec stupéfiants. Elles représentent 23 % des personnes tuées dans les accidents mortels dont le résultat du test est connu. Extrapolé sur l’ensemble des accidents, il est estimé que 731 personnes ont été tuées en 2019 dans un accident impliquant un conducteur sous l'emprise de stupéfiants, contre 749 en 2018. »

— La sécurité routière en France - bilan 2019 - ONISR
Toutefois, le taux d'accident mortel avec usage de stupéfiant est un taux moyen, le taux est plus élevé chez les cyclomotoristes (36 %) et le week-end la nuit (30 %).

### Risque routier dans le monde
À l'échelle mondiale, environ 39 600 personnes sont tuées par l'utilisation de drogue sur la route en 2013 dont la moitié par les amphétamines, et un cinquième par le cannabis.

## Conceptions juridiques et légales des stupéfiants
Les législations nationales ont évolué à travers les conventions internationales avec des variations locales. Ainsi, si les trois grands groupes de substances que sont les morphiniques, cocaïniques et cannabiques sont considérés comme des stupéfiants par la plupart des pays ; d'autres substances peuvent avoir un statut plus variable en fonction des pays.

## Conventions internationales
Une substance peut être inscrite sur l'une des listes à la suite d'une demande de l'OMS ou d'un des pays signataires. La substance sera temporairement placée dans le tableau I de la convention de 1961 avant une décision définitive après consultations de diverses commissions.
L'inscription d'une substance comme stupéfiant s'attache à deux critères : le potentiel à induire une dépendance et les dangers qu'elle pourrait représenter pour la santé publique.

### Quatre tableaux de la convention de 1961 sur les stupéfiants
- Tableau I : substances présentant un important risque d'abus, cela concerne une centaine de substances dont l'opium, la coca et le cannabis et leurs dérivés synthétiques ou non.
- Tableau II : substances présentant un risque d'abus moindre du fait de leur usage médical, cela concerne neuf substances dont la codéine ou le dextropropoxyphène.
- Tableau III : préparations (incluant des substances des Tableaux I ou II) sans risque d’abus ni d’effets nocifs et substances non aisément « récupérables » (extractibles).
- tableau IV : substances du tableau I ayant un potentiel d’abus fort et effets nocifs importants sans valeur thérapeutique notable, cela concerne six substances dont l'héroïne. Le cannabis y était présent de 1961 jusqu'à son retrait en décembre 2020[9],[10] à la suite d'un vote à la Commission des stupéfiants des Nations unies.

### Quatre tableaux de la convention de 1971 sur les psychotropes
- Tableau I : potentiel d’abus présentant un risque grave pour la santé publique et faible valeur thérapeutique, par exemple des hallucinogènes : mescaline, psilocybine, LSD, DMT, THC.
- Tableau II : potentiel d’abus présentant un risque sérieux pour la santé publique et valeur thérapeutique faible à moyenne, comme des stimulants de la famille des amphétamines ou des analgésiques comme la phencyclidine.
- Tableau III : potentiel d’abus présentant un risque sérieux pour la santé publique, mais valeur thérapeutique moyenne à grande, par exemple les barbituriques dont l'usage fait l'objet de nombreux abus.
- Tableau IV : potentiel d’abus présentant un risque faible pour la santé publique, mais valeur thérapeutique faible à grande, principalement des hypnotiques, des benzodiazépines et des analgésiques.

### Échanges d'informations européens
Dans l'UE, la conduite (routière) sous l'influence de stupéfiants fait partie des infractions pouvant être échangées entre les pays membres dans le cadre de la Directive (UE) 2015/413 du Parlement européen et du Conseil du 11 mars 2015 facilitant l'échange transfrontalier d'informations concernant les infractions en matière de sécurité.

## Législations nationales
Les législations des différents pays se sont inspirées de ces conventions internationales pour classer ces substances selon leur propre législation, adoptant des modifications s'adaptant à l'émergence de nouveaux produits.
Le terme stupéfiant est strictement défini par les législations belge, française et suisse, alors que le Canada préfère l'usage du terme drogue.

### Belgique
C'est la loi du 24 février 1921 concernant le trafic des substances vénéneuses, soporifiques, stupéfiantes, psychotropes, désinfectantes ou antiseptiques et des substances pouvant servir à la fabrication illicite de substances stupéfiantes et psychotropes qui réglemente ces produits.
Elle réglemente les stupéfiants via une liste, et complémentée depuis, présente dans l'article 1 de l'arrêté royal réglementant les substances soporifiques et stupéfiantes, et relatif à la réduction des risques et à l'avis thérapeutique du 31 décembre 1930.

### Canada
C'est la Loi réglementant certaines drogues et autres substances qui réglemente ces substances en date du 20 juin 1996.
Elle comporte des annexes qui listent les substances soumises à cette loi.

### France
L'arrêté du 22 février 1990 transpose le classement des stupéfiants au niveau international en droit français.
En France, les substances classées comme stupéfiants sont listées dans quatre annexes :
- annexes I et II reprennent les tableaux I et IV de la Convention internationale sur les stupéfiants de 1961 :
  - l'annexe I contient notamment le cannabis, les feuilles de coca, la cocaïne, l'opium, la morphine, la méthadone et l'héroïne,
  - l'annexe II contient notamment la codéine ;
- l'annexe III reprend les substances des Tableaux I et II et certaines substances des tableaux III et IV de la Convention internationale sur les psychotropes de 1971. Elle liste notamment les amphétamines et le LSD ;
- l'annexe IV est constituée de substances psychoactives non classées au niveau international comme les champignons hallucinogènes, ainsi que certains nouveaux produits de synthèse (méphédrone, benzylpipérazine, etc. ; voir la liste des nouveaux produits de synthèse)[15].

À noter : il existe un délit de conduite en ayant fait usage de stupéfiants.
Le 7 janvier 2022, le Conseil constitutionnel a précisé les critères de définition d’un produit stupéfiant : ce terme désigne une substance psychotrope qui se caractérise par un deux critères cumulatifs : un « risque de dépendance » et des « effets nocifs pour la santé ». Les juges ont ajouté qu’il « appartient à l’autorité administrative, sous le contrôle du juge », de classer certaines substances dans la catégorie des stupéfiants « en fonction de l’évolution de l’état des connaissances scientifiques et médicales ».

### Suisse
C'est la loi fédérale du 3 octobre 1951 sur les stupéfiants et les substances psychotropes qui adapte la loi suisse aux réglementations internationales, elle est entrée en vigueur 1er juin 1952.
Elle définit les stupéfiants dans son premier article, régulièrement redéfinit depuis sa mise en application. Ses substances sont les matières premières ou principes actifs ou produits ayant des effets de type morphinique, cocaïnique et cannabique et les « substances psychotropes engendrant une dépendance » comme les hallucinogènes, les stimulants et les dépresseurs.